# برایان رایتزل
برایان رایتزل (انگلیسی: Brian Reitzell؛ زادهٔ ۲۴ دسامبر ۱۹۶۵) یک آهنگساز، موسیقی‌دان و تهیه‌کننده موسیقی اهل ایالات متحده آمریکا است. وی از سال ۱۹۸۴ میلادی تاکنون مشغول فعالیت بوده‌است.

## گزیدهٔ آثار
- ۲۰۱۷ - خدایان آمریکایی
- ۲۰۱۴ - سگ‌های نگهبان
- ۲۰۱۳ - هانیبال
- ۲۰۱۳ - حلقه بلینگ
- ۲۰۱۱ - شنل‌قرمزی
- ۲۰۱۰ - تازه‌کارها
- ۲۰۱۰ - طاووس
- ۲۰۰۹ - روان‌پزشک
- ۲۰۰۸ - برادران بلوم (سرپرست و ناظر موسیقی)
- ۲۰۰۷ - ۳۰ روز شب
- ۲۰۰۶ - عجیب‌تر از داستان
- ۲۰۰۴ - چراغ‌های جمعه‌شب
- ۲۰۰۳ - گمشده در ترجمه (سرپرست و ناظر موسیقی)
- ۱۹۹۹ - خودکشی باکره‌ها (سرپرست و ناظر موسیقی)